# Hoa Mộc Lan (phim 2020)
Hoa Mộc Lan (tên gốc tiếng Anh: Mulan) là phim điện ảnh chính kịch hành động kỳ ảo của Mỹ năm 2020 do Walt Disney Pictures sản xuất. Phim do Nick Caro đạo diễn, với phần kịch bản do Rick Jaffa, Amanda Silver, Lauren Hynek và Elizabeth Martin hợp tác thực hiện. Phim dựa trên huyền sử về nữ anh hùng Hoa Mộc Lan của Trung Quốc và là phiên bản chuyển thể từ bộ phim hoạt hình cùng tên năm 1998 của Walt Disney Animation Studios. Phim có sự tham gia diễn xuất của nữ diễn viên Lưu Diệc Phi trong vai nữ chính, cùng với dàn diễn viên phụ gồm Chân Tử Đan, Tzi Ma, Jason Scott Lee, Yoson An, Củng Lợi và Lý Liên Kiệt. Nội dung phim lấy bối cảnh tại Đế quốc Trung Hoa, nơi Hoa Mộc Lan, con gái lớn của một chiến binh danh dự, cải trang thành đàn ông để thay thế vị trí của người cha già ốm yếu trong cuộc tổng duyệt binh chống lại quân Nhu Nhiên.
Kế hoạch thực hiện phiên bản người đóng của Hoa Mộc Lan bắt đầu vào năm 2010, nhưng không thể đi đến kết quả cuối cùng. Vào tháng 3 năm 2015, một nỗ lực làm lại mới được công bố, Nick Caro được chọn vào vị trí đạo diễn vào tháng 2 năm 2017. Sau những buổi casting khắp thế giới với hơn 1000 nữ diễn viên, Lưu Diệc Phi được chọn để đảm nhận vai chính, những diễn viên còn lại của phim được công bố vào năm sau đó. Quá trình quay phim bắt đầu từ tháng 8 năm 2018 và kéo dài đến tháng Mười Một, các địa điểm quay chủ yếu ở New Zealand và Trung Quốc.
Buổi ra mắt của Mulan tại Hollywood được tổ chức vào ngày 9 tháng 3 năm 2020. Ban đầu được dự kiến là một buổi công chiếu rộng rãi tại rạp, nhưng đã bị trì hoãn nhiều lần do đại dịch COVID-19 đang diễn ra. Disney cuối cùng đã thông báo rằng nó sẽ được phát hành vào ngày 4 tháng 9 năm 2020, trên Disney + với một khoản phí cao cấp ở các quốc gia nơi dịch vụ đã ra mắt. Phim sẽ được phát hành tại rạp truyền thống ở các quốc gia không có Disney+ và những nơi các rạp chiếu đã mở cửa trở lại. Ngay sau khi bộ phim được ra mắt, nền tảng của Disney+ tại thị trường Bắc Mỹ đã không chịu nổi số lượt truy cập quá nhiều và sập ngay lập tức.

## Nội dung
Vào thời Bắc Ngụy, Hoa Mộc Lan là một cô gái năng động, nghịch ngợm và rất thích phiêu lưu. Đến tuổi cập kê, Mộc Lan cùng mẹ và em gái đến gặp bà mối và phải chứng tỏ năng lực của bản thân trong vai trò người vợ tương lai. Giữa lúc đang trình diễn kỹ năng rót trà, vì một con nhện làm cô em gái Hoa Tú hoảng sợ, Mộc Lan đã vô tình làm vỡ bộ ấm chén khiến bà mối tức giận, gọi cô là nỗi ô nhục của nhà họ Hoa.
Ở phía bắc, được nữ phù thủy Tiên Lương hỗ trợ, một nhóm chiến binh Nhu Nhiên do Bố Lợi Hãn lãnh đạo đã công hạ thành công một tiền đồn của đế quốc. Rồi Tiên Lương dùng ma thuật giả danh một người lính sống sót và báo lại cho Hoàng đế Trung Hoa về cuộc xâm lược của quân Nhu Nhiên. Hoàng đế lập tức ban chiếu tổng động viên, yêu cầu mỗi gia đình trên khắp đế quốc đều phải cung cấp một nam nhân nhập ngũ, chiến đấu với quân đội của Bố Lợi Hãn.
Cấm quân đến ngôi làng mà Mộc Lan đang sinh sống để tuyển quân. Không có con trai, ông Châu đích thân ra nhận giấy chiêu binh rồi lập tức ngã quỵ xuống đất vì chân trái bị thương – di chứng của cuộc chiến trước. Nhận thấy cha mình khó có cơ hội sống sót nếu phải ra trận, Mộc Lan quyết định thay ông nhập ngũ, mang theo gươm, áo giáp và ngựa rồi bỏ nhà ra đi. Trại huấn luyện mà Mộc Lan gia nhập là do tướng quân Đồng Dũng – đồng đội năm xưa của ông Châu – điều hành. Cùng với hàng chục tân binh non nớt khác, nhờ sự bảo ban của Đồng Dũng, Mộc Lan dần trở thành một người lính thiện chiến mà không để lộ thân phận thật của mình.
Do quân đội của Bố Lợi Hãn tiến công liên tục, Đồng Dũng buộc phải kết thúc khóa huấn luyện sớm để đưa tiểu đoàn ra tiền tuyến. Mộc Lan tự mình đuổi theo một cánh quân của Bố Lợi Hãn rồi đối mặt với Tiên Lương. Sau khi buông lời chế giễu việc Mộc Lan cải nam trang, Tiên Lương tung đòn kết liễu nhưng may thay, phi tiêu lại cắm vào miếng da mà Mộc Lan thường buộc quanh ngực. Đoạn Mộc Lan trút bỏ lớp giả trang, quay lại chiến trường. Nhận thấy quân Nhu Nhiên bắt đầu tấn công đồng đội của mình bằng một chiếc máy bắn đá, Mộc Lan bèn dùng vài chiếc mũ giáp cùng kỹ năng bắn cung điêu luyện, hướng chiếc máy bắn đá khai hỏa về phía ngọn núi tuyết, tạo ra một trận lở tuyết chôn vùi toàn quân Nhu Nhiên.
Giữa khung cảnh tuyết lở mịt mù, Mộc Lan cứu được Trần Hồng Huy – một người lính mà cô đã kết thân trong thời gian qua. Về đến doanh trại, mọi người mới vỡ lẽ Mộc Lan là nữ, do đó Đồng Dũng tuyên bố trục xuất Mộc Lan ra khỏi quân đội. Trên đường về nhà, Mộc Lan tái ngộ Tiên Lương. Tiên Lương tiết lộ với Mộc Lan rằng bản thân cũng bị thiên hạ xa lánh và chọn chiến đấu cho Bố Lợi Hãn vì hắn là người duy nhất đối xử với bà một cách bình đẳng. Tiên Lương còn cho biết việc Bố Lợi Hãn tấn công các tiền đồn chỉ nhằm để đánh lạc hướng, mục đích thật sự của hắn là bắt sống và kết liễu Hoàng đế, trả thù cho cha. Bất chấp nguy cơ bị xử tử, Mộc Lan vẫn quyết định quay lại tiểu đoàn của Đồng Dũng để báo động âm mưu của Bố Lợi Hãn. Nhóm chiến hữu của Mộc Lan bênh vực, thuyết phục Đồng Dũng tin lời cô. Đồng Dũng tha chết cho Mộc Lan, cho phép cô dẫn đầu một toán quân tiến vào Hoàng thành hộ giá.
Tiên Lương dùng phép thuật, giả dạng làm thừa tướng, thuyết phục Hoàng đế đồng ý chiến đấu tay đôi với Bố Lợi Hãn, đồng thời rút toàn bộ Cấm quân khỏi các chốt canh phòng. Bố Lợi Hãn cùng một nhóm chiến binh đánh bại tất cả hộ vệ của Hoàng đế, trói và chuẩn bị thiêu sống ông. Các chiến hữu của Mộc Lan thì đang liều mình cầm chân quân Nhu Nhiên để cô nhanh chóng đi cứu giá. Ngay khi giáp mặt, Bố Lợi Hãn bắn liền một mũi tên về phía Mộc Lan. Tiên Lương hi sinh thân mình đỡ tên, cứu mạng Mộc Lan. Mộc Lan giết được Bố Lợi hãn, nhưng để mất thanh kiếm của cha. Hoàng đế trả ơn Mộc Lan bằng lời mời tham gia đội cận vệ nhưng cô từ chối và xin được trở về quê nhà.
Giữa lúc Mộc Lan đang đoàn tụ với gia đình, một sứ giả do Hoàng đế phái tới đi cùng tướng quân Đồng Dũng, trao cho nữ anh hùng một thanh kiếm mới và mời cô gia nhập Cấm quân, trở thành tướng lĩnh.

## Diễn viên
- Lưu Diệc Phi vai Mộc Lan
- Chân Tử Đan vai Đường Tướng quân
- Lý Tiệt vai Bảo Lý Hãn
- An Trục Hâm vai Trần Hồng Huy
- Củng Lợi vai Con chim của Thiền Vu
- Lý Liên Kiệt vai Hoàng đế Trung Hoa
- Mã Thái vai Hoa Hồ

## Đánh giá
"Hoa Mộc Lan" cũng nhận được số điểm rất cao trên nhiều trang báo và các hệ thống đánh giá phim. Phim đạt 81% chứng nhận "cà chua tươi" trên trang Rotten Tomatoes, điểm trung bình là 7.08. Đồng thời được Collider ưu ái nhận định là "bản phim chuyển thể hay nhất của Disney cho đến hiện tại". Nhiều chuyên gia đánh giá cao sự cân bằng của Hoa Mộc Lan khi vừa mang đến sự thân quen của bản gốc, lại vừa ghi điểm với nhiều tình tiết mới mẻ và bất ngờ.
Truyền thông cấp cao nhất indieWire cũng như giới bình luận phim điện ảnh cùng ca ngợi bộ phim là "một bom tấn hành động phi thường!".

Nhà phê bình phim Joey Magidson nhận xét: 
"Hoa Mộc Lan là một trong những bộ phim người thật Disney làm lại mạnh mẽ hơn, đầy màu sắc, sống động với những cảnh hành động tuyệt vời. Đây cũng là một phiên bản trưởng thành hơn của câu chuyện, giúp tạo nên sự khác biệt."

Nam diễn viên Jason Stettner viết: 
"Tôi đã xem buổi trình chiếu Hoa Mộc Lan và ở đó có tất cả những gì tôi mong đợi. Thiết kế của các hành động rất tuyệt và việc sử dụng màu sắc trong công nghệ phim cũng rất hấp dẫn. Cách kể chuyện được khắc họa vẫn sẽ giữ được cốt lõi của phim hoạt hình".

Rapper và nhạc sĩ người Mỹ DMXboyinLA viết: 
"Vừa xem xong Hoa Mộc Lan, đây là một phiên bản cứng rắn nghị lực và trưởng thành hơn. Các cảnh hành động hoàn toàn đỉnh cao. Thật tiếc khi tôi không thể xem bộ phim này ở rạp, vì nó sinh ra là để dành cho màn ảnh rộng. Đây cũng là bộ phim chuyển thể người thật khá trung thành với bản hoạt hình năm 98. Nếu điểm tuyệt đối là 10 thì tôi sẽ cho bộ này là 8".

## Phát hành

### Tại Việt Nam
Phim dự kiến khởi chiếu vào ngày 29 tháng 3 năm 2020 nhưng do ảnh hưởng của dịch COVID-19 nên "Hoa Mộc Lan" không thể ra rạp tại Việt Nam. Nhưng từ ngày 11 thâng 12 năm 2020, khán giả Việt đã có thể xem phim thông qua nền tảng xem phim trực tuyến Galaxy Play.

### Trên thế giới
Do ảnh hưởng của Covid-19 mà Hoa Mộc Lan không thể ra rạp tại Mỹ. Phim chỉ được phát hành trên hệ thống chiếu phim trực tuyến Disney+ tại thị trường các nước châu Âu và khởi chiếu rạp ở Trung Quốc.

## Giải thưởng
| Giải thưởng                                                             | Hạng Mục                                                                          | Người Nhận | Kết quả   |
| Giải Oscar lần thứ 93                                                   | Hiệu ứng hình ảnh xuất sắc nhất                                                   | Sean Faden, Anders Langlands, Seth Maury and Steven Ingram                                                            | Đề cử     |
| Giải Oscar lần thứ 93                                                   | Thiết kế trang phục đẹp nhất                                                      | Bina Daigeler | Đề cử     |
| ADG Excellence in Production Design Award                               | Thể loại lịch sử - Chỉ đạo nghệ thuật xuất sắc nhất                               | Grant Major | Đề cử     |
| Giải thưởng Điện ảnh Viện Hàn lâm Anh Quốc                              | Hiệu ứng hình ảnh xuất sắc nhất                                                   | Sean Faden, Steve Ingram, Anders Langlands and Seth Maury                                                             | Đề cử     |
| Hiệp hội Casting Mỹ - Society of America Awards (CSA)                   | Thể loại phim kinh phí lớn - Tuyển chọn diễn viên xuất sắc nhất                   | Debra Zane, PoPing AuYeung, and Dylan Jury                                                                            | Đề cử     |
| Chicago Indie Critics Awards                                            | Ca khúc trong phim hay nhất                                                       | "Loyal Brave True" | Đề cử     |
| Hiệp hội Thiết kế trang phục - Costume Designers Guild Awards           | Phim giả tưởng - Thiết kế trang phục đẹp nhất                                     | Bina Daigeler | Đoạt giải |
| Giải Lựa chọn của giới phê bình điện ảnh - Critics' Choice Movie Awards | Thiết kế trang phục đẹp nhất                                                      | | Đề cử     |
| Giải Lựa chọn của giới phê bình điện ảnh - Critics' Choice Movie Awards | Hiệu ứng hình ảnh xuất sắc nhất                                                   | Hoa Mộc Lan | Đề cử     |
| 1st Critics' Choice Super Awards                                        | Phim hành động hay nhất                                                           | Hoa Mộc Lan | Đề cử     |
| 1st Critics' Choice Super Awards                                        | Nữ diễn viên phim hành động xuất sắc nhất                                         | Lưu Diệc Phi | Đề cử     |
| Hiệp hội Chuyên nghiệp Hollywood (Hollywood Professional Association)   | Outstanding Color Grading - Theatrical Feature                                    | Natasha Leonnet, Company 3, EFilm                                                                                     | Đề cử     |
| Hiệp hội Chuyên nghiệp Hollywood (Hollywood Professional Association)   | Outstanding Visual Effects – Theatrical Feature                                   | Sean Andrew Faden, Diana Giorgiutti, Anders Langlands, Seth Maury, Hubert Maston, Walt Disney Studios Motion Pictures | Đề cử     |
| Make-Up Artists and Hair Stylists Guild Awards                          | Best Period and/or Character Make-Up                                              | Denise Kum, Rick Findlater, Georgia Lockhart-Adams, James MacKinnon                                                   | Đề cử     |
| Make-Up Artists and Hair Stylists Guild Awards                          | Best Period and/or Character Hair                                                 | Denise Kum, Rick Findlater, Georgia Lockhart-Adams, Terry Baliel                                                      | Đề cử     |
| Make-Up Artists and Hair Stylists Guild Awards                          | Best Special Makeup Effects                                                       | Denise Kum, Chris Fitzpatrick                                                                                         | Đề cử     |
| Nickelodeon Kids' Choice Awards                                         | Phim được yêu thích nhất                                                          | Hoa Mộc Lan | Đề cử     |
| Nickelodeon Kids' Choice Awards                                         | Nữ diễn viên điện ảnh được yêu thích nhất                                         | Lưu Diệc Phi | Đề cử     |
| People's Choice Awards                                                  | Phim hành động của năm 2020                                                       | Hoa Mộc Lan | Đoạt giải |
| Giải Satellite                                                          | Chỉ đạo nghệ thuật xuất sắc nhất                                                  | Grant Major and Anne Kuljian                                                                                          | Đề cử     |
| Giải Satellite                                                          | Thiết kế trang phục đẹp nhất                                                      | Bina Daigeler | Đề cử     |
| Giải Satellite                                                          | Hiệu ứng hình ảnh xuất sắc nhất                                                   | Sean Faden | Đề cử     |
| Giải Sao Thổ                                                            | Phim hành động / phiêu lưu mạo hiểm hay nhất                                      | Hoa Mộc Lan | Đoạt giải |
| Giải Sao Thổ                                                            | Nữ diễn viên chính xuất sắc nhất                                                  | Lưu Diệc Phi | Đề cử     |
| Giải Sao Thổ                                                            | Nam diễn viên phụ xuất sắc nhất                                                   | Chân Tử Đan | Đề cử     |
| Giải Sao Thổ                                                            | Đạo diễn xuất sắc nhất                                                            | Niki Caro | Đề cử     |
| Giải Sao Thổ                                                            | Kịch bản hay nhất                                                                 | Rick Jaffa and Amanda Silver, Lauren Hynek, Elizabeth Martin                                                          | Đề cử     |
| Giải Sao Thổ                                                            | Trang phục đẹp nhất                                                               | Bina Daigeler | Đoạt giải |
| Giải Thưởng Của Nghiệp Đoàn Diễn Viên Màn Ảnh                           | Hiệu suất hành động xuất sắc của một diễn viên đóng thế trong cảnh phim hành động | Hoa Mộc Lan | Đề cử     |
| Hiệp hội hiệu ứng hình ảnh - Visual Effects Society Awards              | Phim điện ảnh- Kết hợp hiệu ứng hình ảnh xuất sắc nhất                            | Jeremy Fort, Matt Fitzgerald, Ben Walker, Adrian Vercoe (for Imperial City)                                           | Đoạt giải |
| Hiệp hội hiệu ứng hình ảnh - Visual Effects Society Awards              | Phim điện ảnh-Hiệu ứng hình ảnh mô phỏng xuất sắc nhất                            | Theo Vandernoot, Sandra Balej, James Carson, Yuri Rudakov                                                             | Đề cử     |
| Hiệp hội hiệu ứng hình ảnh - Visual Effects Society Awards              | Phim điện ảnh - Hiệu ứng khung cảnh được tạo dựng xuất sắc nhất                   | Christoph Salzmann, Beck Veitch, Joerg Bruemmer, Indah Maretha                                                        | Đề cử     |